# Aeropuerto T4 metróállomás
Aeropuerto T4 metró- és vasútállomás Spanyolország fővárosában, Madridban a madridi metró 8-as vonalán. A metrószerelvényeken kívül megállnak itt a Cercanías Madrid elővárosi vasút szerelvényei is.

## Metróvonalak
Az állomást az alábbi metróvonalak érintik:
- 8-as metróvonal

## Kapcsolódó állomások
A metróállomáshoz az alábbi állomások vannak a legközelebb:
- Barajas (Nuevos Ministerios, 8-as metróvonal)